# Unidade da Polícia Marítima

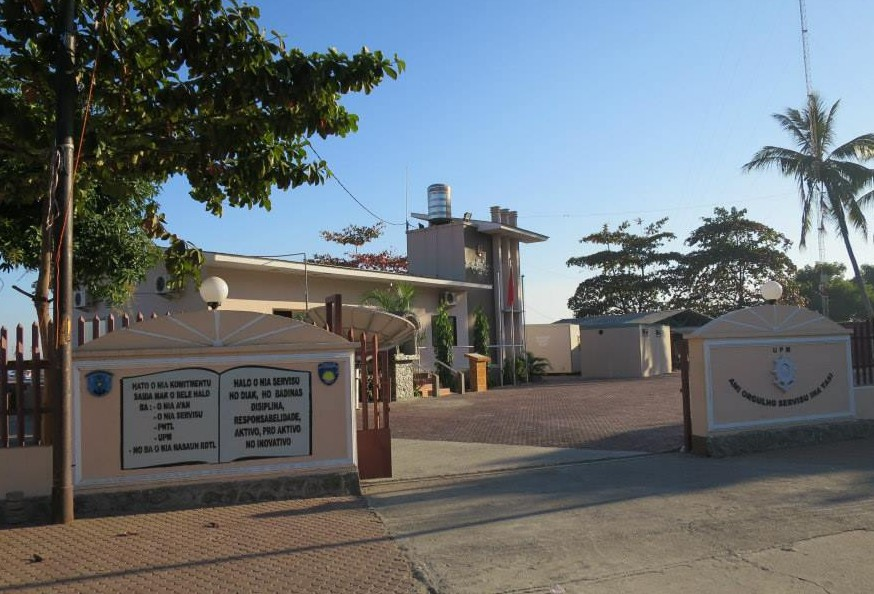
Sitz der Polícia Marítima in Dili

Die Unidade da Polícia Marítima UPM (tetum Unidade Polísia Marítima, deutsch Seeeinheit der Polizei), kurz Polícia Marítima, ist die Wasserschutzpolizei und Küstenwache Osttimors. Sie ist Teil der Nationalpolizei Osttimors.

## Übersicht

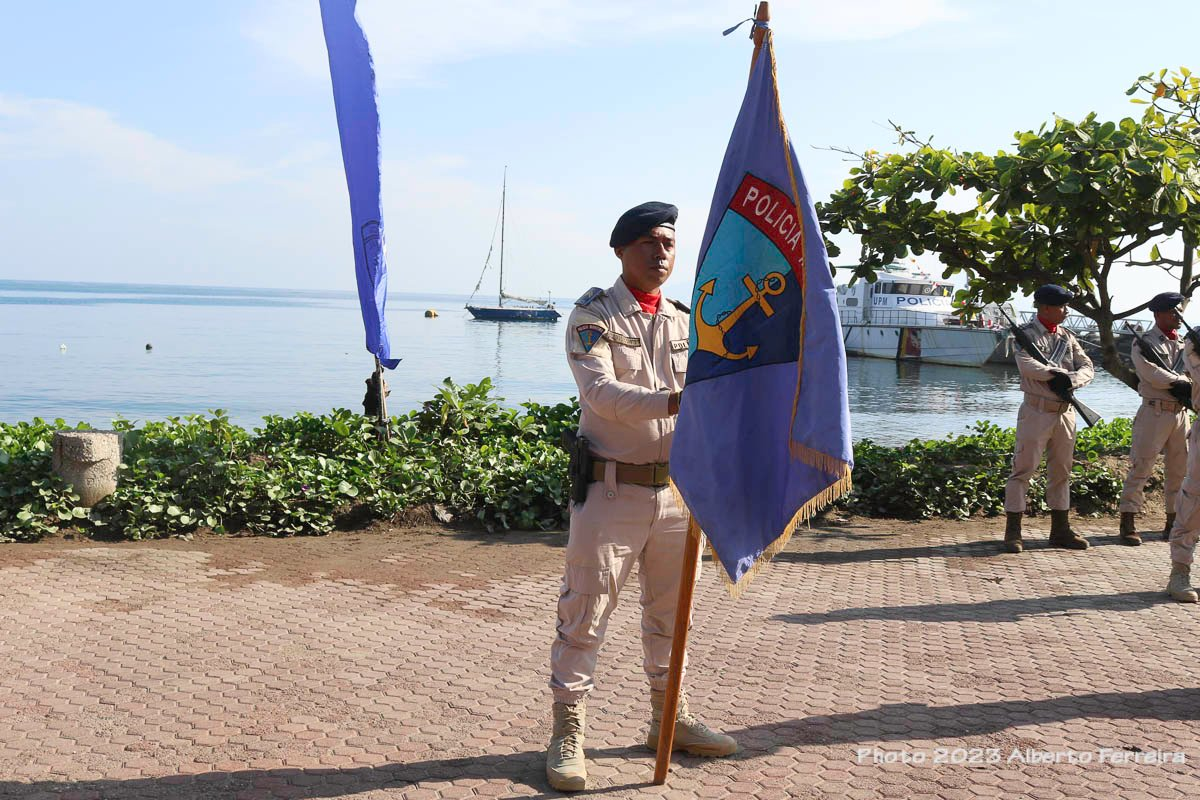
Beamter der UPM mit der Flagge der Einheit

Geschaffen wurde die UPM mit dem Gesetz 9/2009 vom 18. Februar zu den Organen der PNTL, Artikel 32 (1), gemäß der Konventionen der Vereinten Nationen zum Seerecht, Teil VII, Sektion 1, Artikel 98. Zu dem Zeitpunkt lag die Polizeiverantwortung im Land in weiten Teilen noch in Händen der Integrierten Mission der Vereinten Nationen in Timor-Leste (UNMIT). Erst am 14. Dezember ging die Verantwortung für Polizeiaufgaben auf dem Meer vollständig an die nationalen Polizeikräfte über.

## Aufgaben

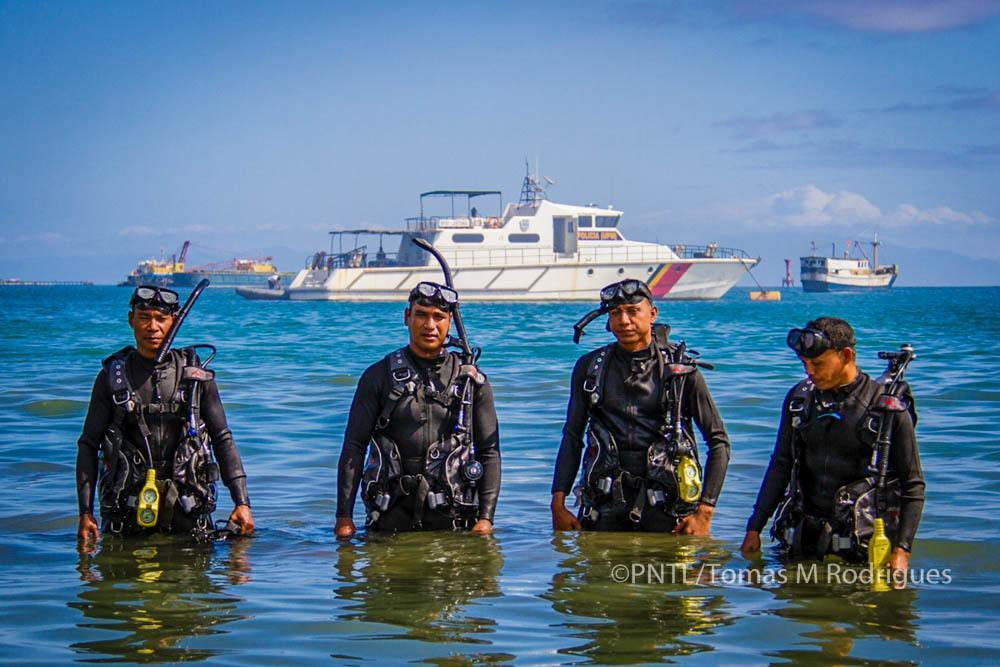
Taucher der UPM

Die UPM sichert die staatliche Hoheit auf dem Meer und überwacht die Seegrenzen in Zusammenarbeit mit der Marine. Neben der Sicherung der Grenzen, der Bekämpfung von Drogenschmuggel, illegale Einwanderung, Terrorismus und Piraterie ist eine Hauptaufgabe der UPM die Bekämpfung der illegalen Fischerei und der Schutz der Meeresumwelt. 2017 wurde bei einer gemeinsamen Aktion der UPM mit Sea Shepherd 15 chinesische Fischerboote vor Com aufgebracht, die illegal 40 Tonnen Haie gefangen hatten.
Im Falle von Unglücken auf See dient die UPM auch als Rettungsorganisation.

## Ausstattung

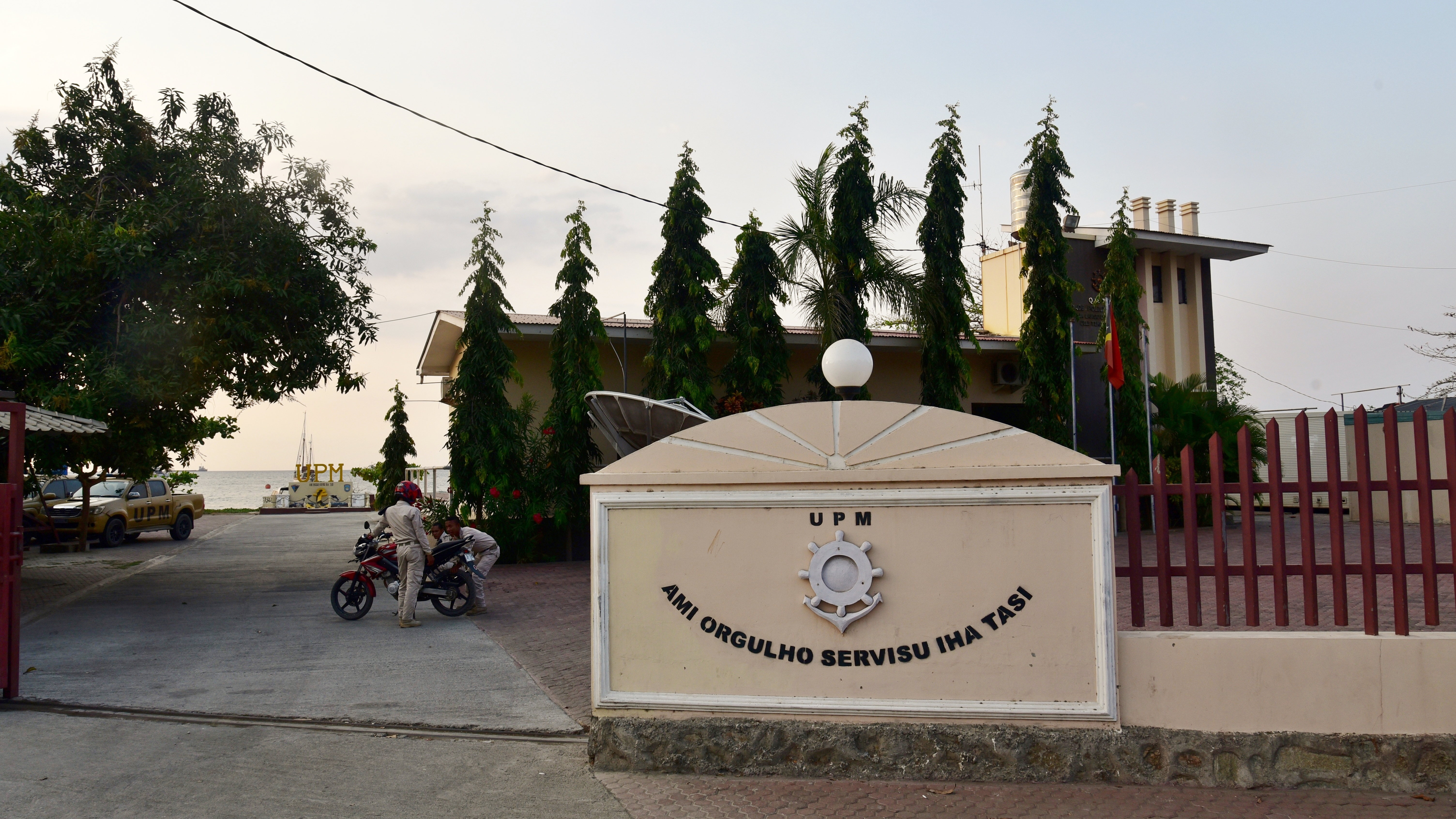
Der Wahlspruch der UPM:
„Wir sind stolz auf See zu dienen“

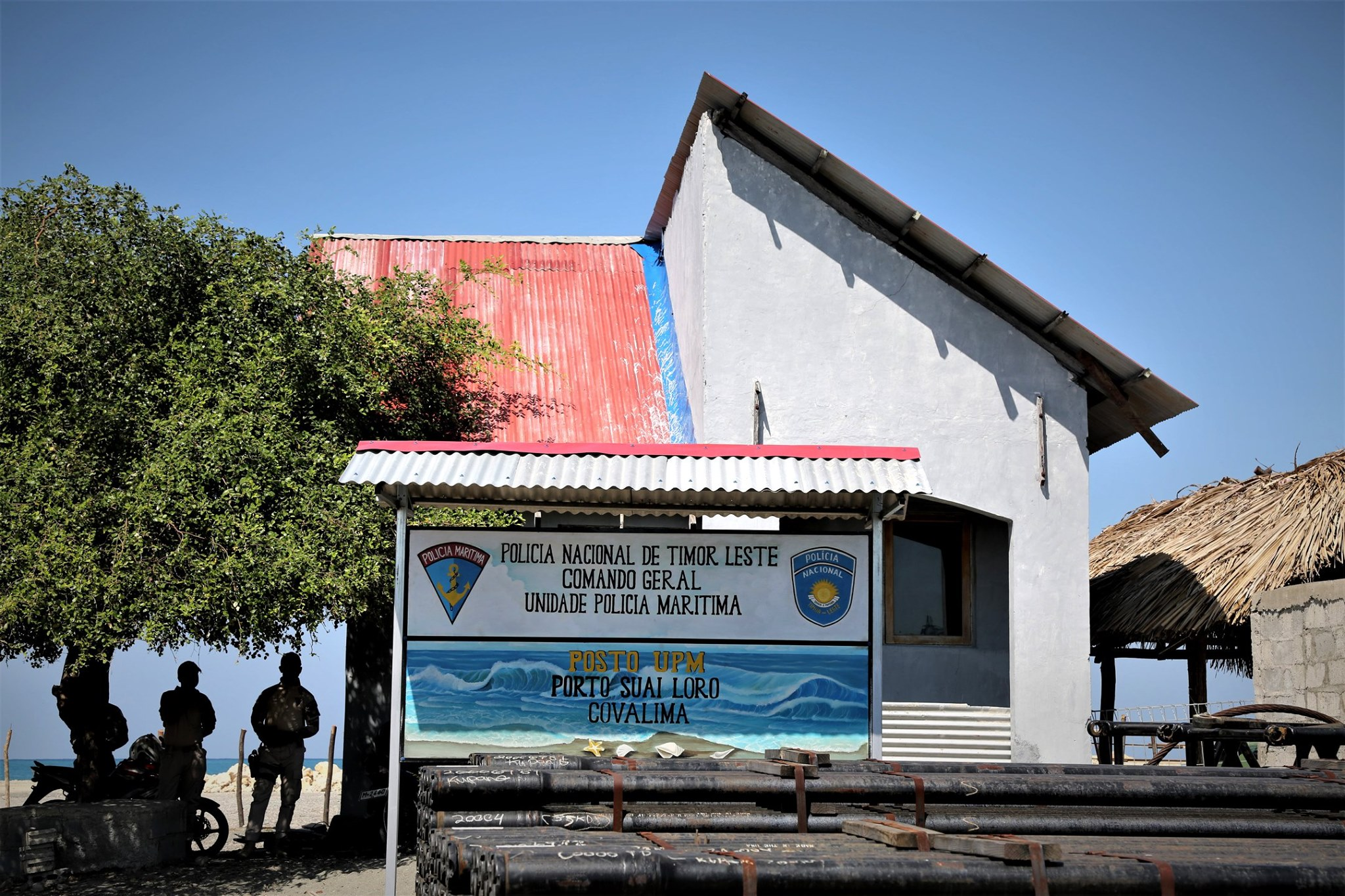
Generalkommando der UPM in Suai Loro

Der Hauptsitz der UPM befindet sich in Dili an der Avenida Marginal im Stadtteil Bidau Lecidere. Der Kai wurde mit Hilfe der US-amerikanischen Marine errichtet und 2018 eingeweiht. Stützpunkte gibt es in Batugade, Atabae, Suai Loro, in Com und auf Atauro in Akrema. Bis zur Eröffnung des Stützpunkts in Akrema im Juni 2021 hatte die UPM auf Atauro einen Posten in Beloi. Weitere Stützpunkte sind in Loré, Oecusse-Ambeno, Betano, Beaco und Karabela geplant (Stand 2015).
Ende 2018 gehörten zur UPM 178 Beamte, der Webauftritt der UPM gibt eine Gesamtstärke von nur 120 Beamten an.
Die UPM verfügte im Mai 2012 über 13 Boote, von denen allerdings nur vier einsatzfähig waren, weswegen die Marine die NRTL Dili und die NRTL Hera an die UPM abgegab. Die beiden Patrouillenboote gehören zur südkoreanischen Chamsuri-Klasse. Im Juli erhielt die PNTL ein neues Boot namens Lusitania, das von Indonesien übernommen wurde. 2018 schenkte China Osttimor ein weiteres Boot mit dem Namen Kay Rala Xanana, benannt nach dem osttimoresischen Politiker Xanana Gusmão. Dies führte in Osttimor zu Verstimmungen, weil in dieser Zeit gerade der Wahlkampf tobte. Man stellte die Frage, mit welchem Recht China den Namen des Bootes bestimmt und so aus der Sicht mancher Wahlkampfhilfe betreibt. Aktivisten übermalten den Namenszug auf dem Boot. Weiterhin befinden sich im Dienst das Motorboot NV Timor-Leste und das „Speed Boat 12“.

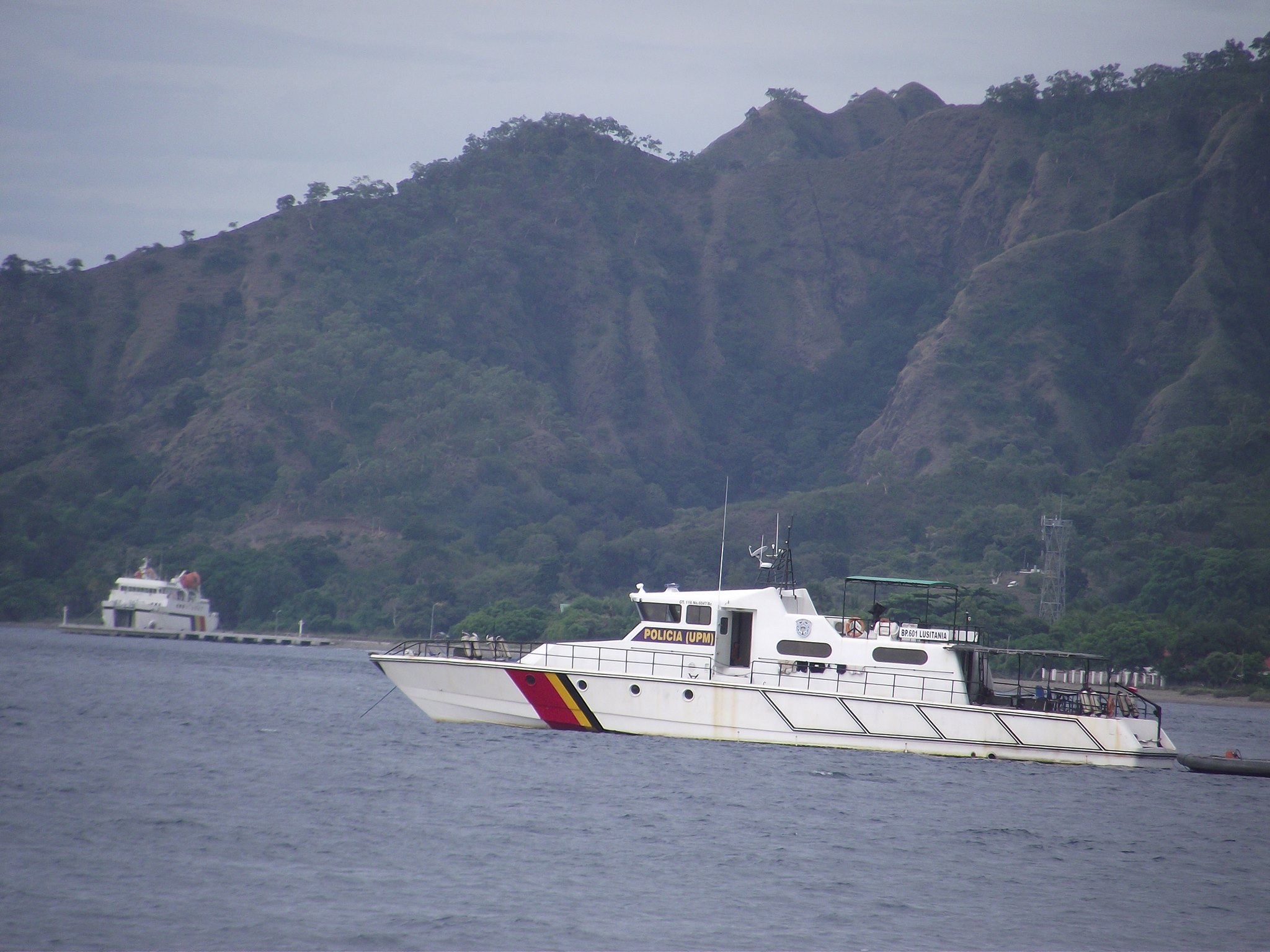
NRTL Lusitania
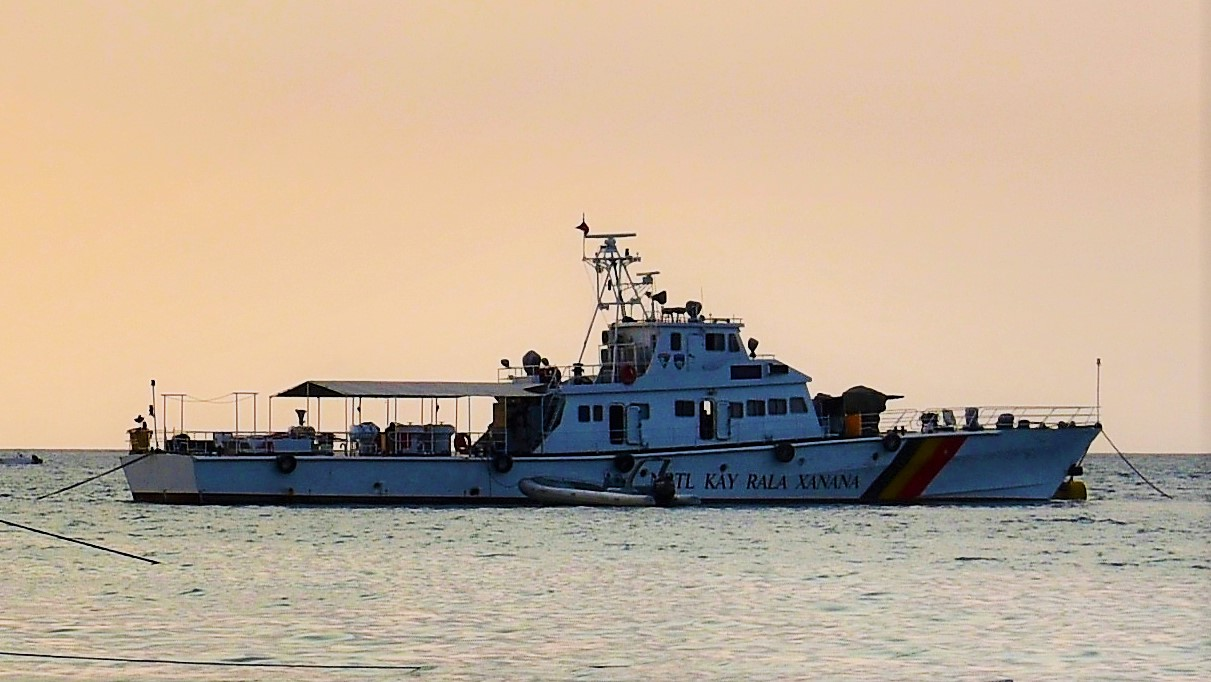
NRTL Kay Rala Xanana
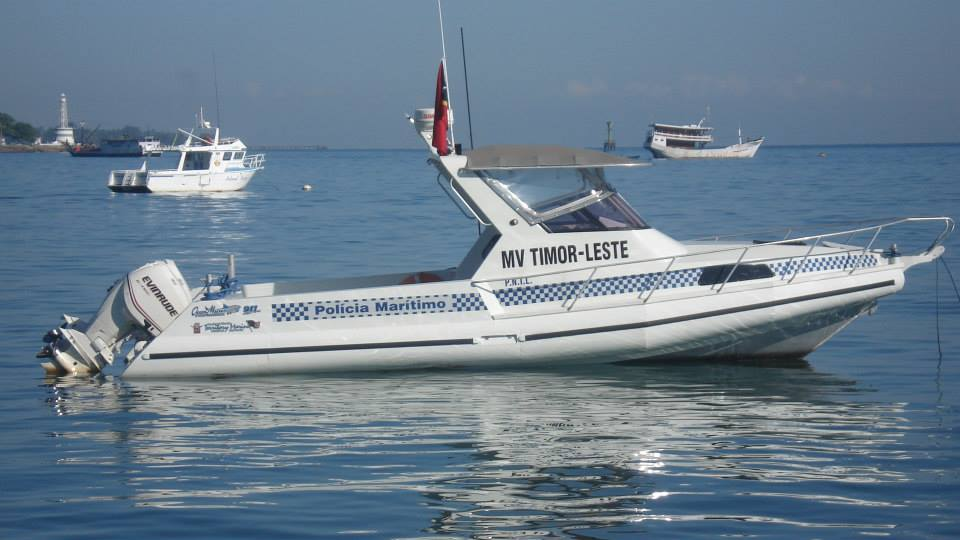
NV Timor-Leste
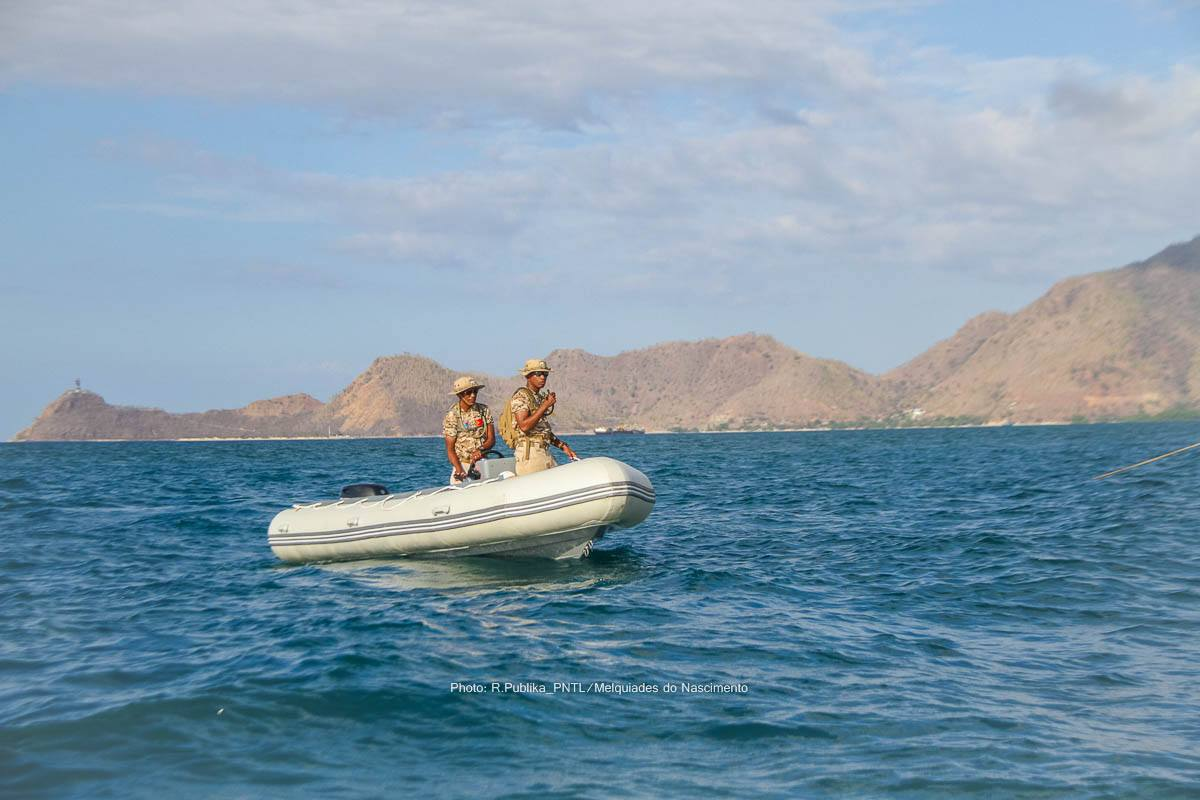
Schlauchboot

## Kommandanten

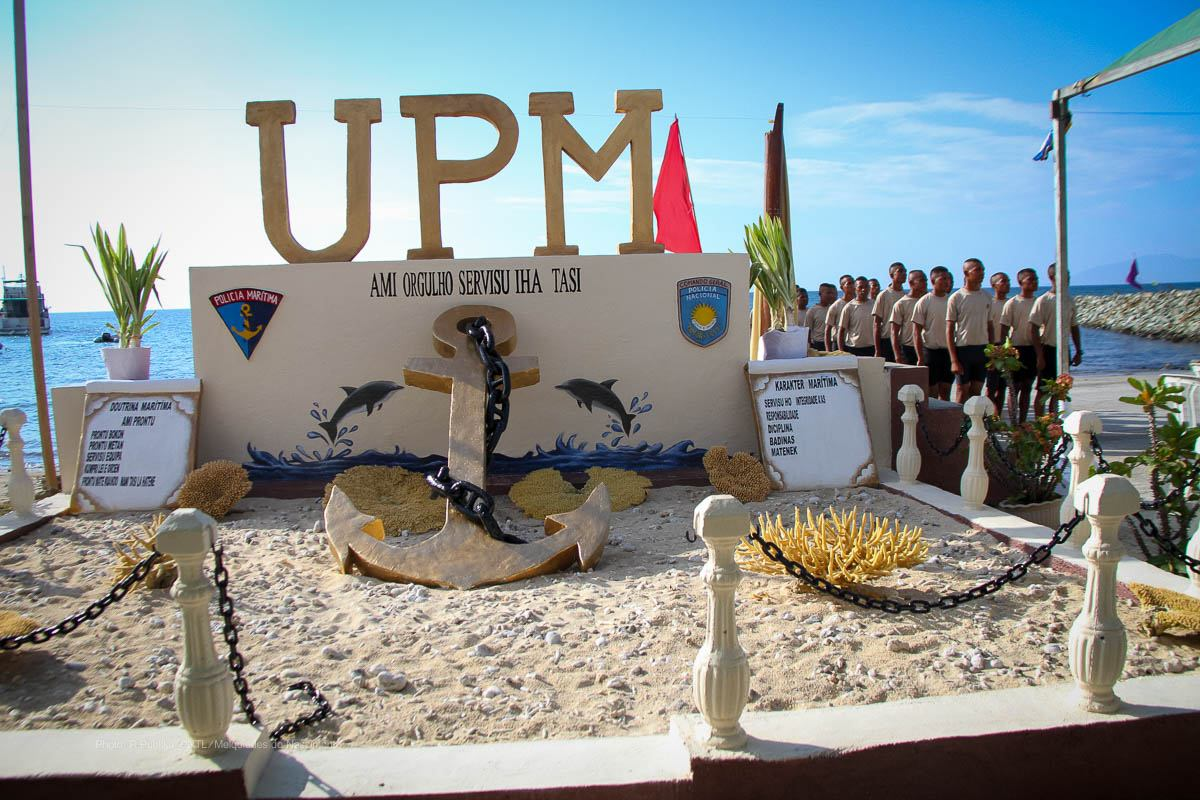
Monument im UPM-Hauptquartier

Von Juli 2010 bis 2020 war Superintendente Lino da Silva Saldanha Kommandant der UPM. Von 2013 bis 2015 führte interim Inspector Chefe Luís da Costa die UPM. Nach dem Tod Saldanhas im Februar 2020 übernahm Superintendente Basílio de Jesus das Kommando, bis er am 3. Januar 2022 zum PNTL-Kommandanten von Cova Lima wurde. Er wurde ersetzt durch seinen bisherigen Stellvertreter Inspetór Xefe João César da Silva, auf den noch im selben Jahr Superintendente Eugénio Pereira folgte.
| Kommandanten der UPM   |                     |
| Name                   | Dienstzeit          |
| Lino da Silva Saldanha | 2010–2013           |
| Luís da Costa          | 2013–2015 (interim) |
| Lino da Silva Saldanha | 2015–2020           |
| Basílio de Jesus       | 2020–2022           |
| João César da Silva    | 2022                |
| Eugénio Pereira        | seit 2022           |